# Otočje Tavolare
Otočje Tavolare (v italijanskem izvirniku Arcipelago di Tavolara [arčipèlago di tavolàra]), je skupina desetih otokov v Tirenskem morju, vzhodno od mesta Olbia. Upravno spada pod italijansko deželo Sardinija (pokrajina Olbia - Tempio).
Otočje sestoji skoraj izključno iz granitnih mas in je večinoma gola skala. Kljub temu je zaradi mnogih izvirov na več krajih bogato poraslo z makijo, zato je prisotnih več živalskih vrst. Največ je koz, ki živijo na prostem. Povsod gnezdijo številne družine morskih ptic, katerim se obdobno pridružijo selivke. Omeniti je treba tudi sredozemskega tjulnja (monachus monachus), ki je tod gnezdil do sedemdesetih let preteklega stoletja; po pričanju nekaterih očividcev naj bi se nekaj primerkov včasih spet pojavilo ob otoku Tavolari, a podatek ni znanstveno potrjen. Zaradi edinstvene narave je področje naravoslovno zaščiteno.
Otočje sestavljajo tri večji otoki in več manjših: 
| Otok            | Površina km² |
| --------------- | ------------ |
| Tavolara        | 5,9          |
| Molara          | 3,4          |
| Molarotto       |              |
| Isola Ruja      |              |
| Isola Proratora |              |
| Isolotto Rosso  |              |
| Isola Piana     |              |
| Isola dei Porri |              |
| Isola dei Topi  |              |
| Isola Cavalli   |              |